# Trichotritoma
Trichotritoma é um género de coleópteros da família Erotylidae.